# أيلنط منقط
أيلنط منقط (الاسم العلمي:Ailanthus punctata) هو نوع نباتي يتبع جنس الأيلنط من فصيلة السيماروبية.